# Ryōichi Imamura
Ryōichi Imamura (japanisch 今村 涼一 Imamura Ryōichi; * 8. Mai 2000 in der Präfektur Kanagawa) ist ein japanischer Fußballspieler.

## Karriere
Imamura erlernte das Fußballspielen in der Jugendmannschaft vom FC Tokyo. Die U23-Mannschaft des Vereins spielte in der dritten Liga, der J3 League. Bereits als Jugendspieler absolvierte er sechs Drittligaspiele.